# Mutya Buena
Rosa Isabel Mutya Buena (* 21. května 1985 Londýn, Anglie) je anglická zpěvačka a skladatelka irské, španělské a filipínské etnické příslušnosti, která se proslavila jako členka dívčí skupiny Sugababes. V prosinci 2005 skupinu opustila a v červnu 2007 vydala své debutové sólové album Real Girl. V říjnu 2010 Buena vydala kompilační album věnované britským zpěvákům s názvem Sound of Camden: Mutya Buena.
20. července 2012 Buena a její bývalé spoluhráčky ze Sugababes Donaghy a Buchanan potvrdily znovuobnovení kapely. Protože nemohly vydávat hudbu pod původním názvem Sugababes, zvolily si nový název MKS (Mutya Keisha Siobhan).

## Mládí
Buena se narodila v Kingsbury v Londýně, kde později navštěvovala Kingsbury High School. Její otec je filipínského a matka irského původu.

## Kariéra

### 1998–2005: raná kariéra a Sugababes
Sugababes v roce 1998 založily hudebnice Siobhán Donaghy, Keisha Buchanan a Buena. Jejich debutové album, One Touch, bylo vydáno v listopadu 2000 a dostalo se na 26. místo v hitparádě UK Albums Chart. One Touch dalo vzniknout čtyřem singlům, z nichž „Overload“ byl nominován na cenu BRIT v kategorii nejlepší britský singl. Prodej alba nenaplnil očekávání jeho vydavatelství London Records a se skupinou odmítlo pokračovat další spolupráci. Druhé album Angels with Dirty Faces vydala skupina v srpnu 2002 v rámci vydavatelství Island Records. Bylo ovlivněno novou vlnou, taneční a popovou hudbou osmdesátých let a těšilo se úspěchu ve Spojeném království, kde se stalo trojnásobně platinové a v roce 2003 bylo nominováno na cenu BRIT v kategorii nejlepší britské album.
Třetí album Sugababes, Three, bylo vydáno v říjnu 2003 a čtvrté album Taller in More v říjnu 2005. 21. prosince 2005 bylo oznámeno, že Buena ze Sugababes odchází.

### 2006–2009: Real Girl, další počiny a hudební přestávka
Po odchodu z Sugababes začala počátkem roku 2006 Buena pracovat na svém debutovém albu. Také nazpívala vokály k albu Soundboy Rock od Groove Armada. První singl, který Buena vydala ve Spojeném království, byl duet s Georgem Michaelem s názvem „This Is Not Real Love“. Byl vydán v listopadu 2006. Bueny debutové album Real Girl bylo vydáno 4. června 2007 a dostalo se na čtvrté místo v hitparádě UK Albums Chart.

## Diskografie
- Real Girl (2007)